# Esporte Clube Osasco
L'Esporte Clube Osasco, noto anche semplicemente come ECO, è una società calcistica brasiliana con sede nella città di Osasco, nello stato di San Paolo.

## Storia
Il club è stato fondato il 21 febbraio 1984. Ha vinto il Campeonato Paulista Série B2 nel 2000, e il Campeonato Paulista Segunda Divisão nel 2001.

## Palmarès

### Competizioni statali
- Campeonato Paulista Segunda Divisão: 1

2001
- Campeonato Paulista Série B2: 1

2000